# Татьяна Гусман
Татьяна Гусман Альгера (ісп. Tatiana Guzmán Alguera, нар. 12 листопада 1987) — нікарагуанська футбольна арбітриня. Арбітр ФІФА з 2014 року.

## Кар'єра
Гусман судила по одній грі на жіночому Золотому кубку КОНКАКАФ у 2014 і 2018 та 2022 роках.
Вона також була відеоарбітринею на чоловічому Золотому кубку КОНКАКАФ 2021 році у США, на дівочому чемпіонаті світу U-17 2022 року в Індії та жіночому чемпіонаті світу 2023 року в Австралії та Новій Зеландії.
В кінці 2023 року була включена до списку арбітрів на клубний чемпіонат світу 2023 року в статусі відеоасистента.